# 폐고혈압
폐고혈압(肺高血壓, pulmonary hypertension, PH, PHTN)은 허파동맥, 허파정맥, 폐모세혈관의 혈압이 증가하는 증상의 하나로, (통틀어 폐순환이라고 함) 호흡곤란, 어지럼증, 실신, 다리 종창 등의 증상이 발생하게 된다. 폐고혈압증(肺高血壓症), 폐성 고혈압(肺性高血壓)이라고도 한다. 폐고혈압은 운동 내구력의 저하를 보이는 심각한 질병으로 간주될 수 있다. 1891년 에른스트 폰 롬베르그(Ernst von Romberg)에 의해 처음 식별되었다. 최근의 분류에 따르면 6가지 각기 다른 유형 가운데 하나로 간주된다.

## 증상
폐고혈압의 증상은 다음과 같다:
- 호흡 곤란
- 피로
- 흉통
- 심계항진 (심박수의 증가)
- 통증 (복부 오른쪽)
- 식욕 부진
- 변덕스러움
- 기절 또는 실신
- 종창 (다리/발목)
- 청색증

## 병인
다나 포인트 2008의 업데이트된 임상 분류 체계는 다음과 같이 요약하고 있다:
- WHO 그룹 I - 폐동맥 고혈압 (PAH)
  - 특발성 PAH
  - 유전성
    - BMPR2
    - ALK1, 엔도글린 (유전성출혈모세혈관확장증이 있을 수도 없을 수도 있음)
    - 알 수 없음

  - 약물/독성 유도
  - 다음과 관련
    - 결합 조직 질환
    - 후천면역결핍증후군
    - 문맥성 고혈압(문맥압 항진)
    - 선천성 심장병
    - 주혈흡충증
    - 만성 용혈성 빈혈 (겸형 적혈구 빈혈증 포함)

  - 유아의 지속적 폐고혈압
  - WHO 그룹 I - 폐정맥폐색성질환 (PVOD) 및 폐모세혈관혈관종증 (PCH)
- WHO 그룹 II - 심장병으로 인한 폐고혈압
  - 심부전
  - 이완기 심부전
  - 심장판막증
- WHO 그룹 III - 폐병 및 저산소증으로 인한 폐고혈압
  - 만성 폐쇄성 폐질환(COPD)
  - 간질성 폐질환
  - 제한적, 폐쇄적 패턴이 혼합된 기타 기도 문제
  - 수면 중 호흡장애(Sleep-disordered breathing)
  - 폐포 허파꽈리호흡저하(hypoventilation) 질환
  - 높은 고도에 대한 만성 노출
  - 발달 이상
- WHO 그룹 IV - 만성 혈전성 폐고혈압 (CTEPH)
- WHO 그룹 V - 분명치 않은 다인성 구조의 폐고혈압
  - 혈액 질환: 골수증식질환, 비장절제
  - 전신병: 유육종증, 랑게르한스 폐세포 조직구증: 림프관평활근증, 신경섬유종증, 혈관염
  - 대사 장애: 당원병, 고셔병, 갑상선 질환
  - 기타: 종양 폐색, 섬유성 종격염, 만성 신부전 (인공투석)

## 치료
폐고혈압의 치료는 PH가 동맥성인지, 정맥성인지, 혈전성인지, 그 밖의 요인인지에 따라 결정한다. 이뇨제, 디곡신, 항응고제를 사용함으로써 좌심실의 기능을 최적화하거나 이첨판이나 대동맥판을 치료/교체함으로써 치료가 수행된다.